# Adonisea reniformis
Adonisea reniformis là một loài bướm đêm trong họ Noctuidae.